# Viện Năng lượng nguyên tử Việt Nam
Viện Năng lượng nguyên tử Việt Nam (tiếng Anh: Vietnam Atomic Energy Institute, viết tắt VINATOM, tiền thân là Viện Nghiên cứu hạt nhân Đà Lạt) là tổ chức sự nghiệp khoa học hạng đặc biệt trực thuộc Bộ Khoa học và Công nghệ Việt Nam, thành lập theo quyết định số 23/2/1979.
Người giữ chức vụ Viện Năng lượng nguyên tử Việt Nam đầu tiên của nước Cộng hòa xã hội chủ nghĩa Việt Nam là Bộ trưởng Nguyễn Đình Tứ, được bầu tại kỳ họp Quốc hội Việt Nam năm 1979. Không có quy định pháp luật Viện Năng lượng nguyên tử Việt Nam phải là đảng viên Đảng Cộng sản Việt Nam là một Ủy viên Bộ Chính trị Ban Chấp hành Trung ương Đảng Cộng sản Việt Nam.

## Chức năng, nhiệm vụ
Vị trí và chức năng
1. Viện Năng lượng nguyên tử Việt Nam (sau đây viết tắt là Viện) là tổ chức sự nghiệp khoa học và công nghệ hạng đặc biệt trực thuộc Bộ Khoa học và Công nghệ, có chức năng giúp Bộ trưởng nghiên cứu cơ bản, nghiên cứu ứng dụng và triển khai các hoạt động ứng dụng kết quả nghiên cứu trong lĩnh vực năng lượng nguyên tử; hỗ trợ kỹ thuật phục vụ công tác quản lý nhà nước về năng lượng nguyên tử, an toàn bức xạ và hạt nhân; tổ chức hoạt động đào tạo, dịch vụ trong lĩnh vực năng lượng nguyên tử theo quy định của pháp luật.
2. Viện Năng lượng nguyên tử Việt Nam có tên giao dịch quốc tế bằng tiếng Anh là: Vietnam Atomic Energy Institute (viết tắt là VINATOM).
3. Viện có tư cách pháp nhân, là đơn vị dự toán theo quy định của Luật Ngân sách, có con dấu riêng, được mở tài khoản tại Kho bạc nhà nước và ngân hàng để hoạt động theo quy định của pháp luật. Viện có trụ sở chính đặt tại 59 Lý Thường Kiệt, Quận Hoàn Kiếm, Thành phố Hà Nội.
Nhiệm vụ và quyền hạn
1. Nghiên cứu khoa học phục vụ xây dựng chiến lược, quy hoạch, kế hoạch, cơ chế, chính sách, chương trình, đề án, dự án trong lĩnh vực năng lượng nguyên tử. Xây dựng hoặc tham gia xây dựng các văn bản pháp luật và phối hợp triển khai thực hiện các cơ chế, chính sách, văn bản quy phạm pháp luật trong lĩnh vực năng lượng nguyên tử.    
2. Thực hiện nghiên cứu cơ bản định hướng ứng dụng trong lĩnh vực năng lượng nguyên tử.
3. Thực hiện các nhiệm vụ khoa học và công nghệ trong lĩnh vực năng lượng nguyên tử. Tham gia thẩm định về công nghệ, kinh tế, kỹ thuật các dự án, chương trình quốc gia trong lĩnh vực năng lượng nguyên tử khi được yêu cầu theo quy định của pháp luật.
4. Thực hiện vai trò của cơ quan hỗ trợ kỹ thuật quốc gia độc lập về: kiểm tra đánh giá và bảo đảm chất lượng, bảo đảm an toàn, an ninh hạt nhân và bảo vệ môi trường, phục vụ các chương trình phát triển kinh tế – xã hội.
5. Nghiên cứu, triển khai ứng dụng kỹ thuật hạt nhân và công nghệ bức xạ trong các ngành, lĩnh vực của đất nước; nghiên cứu và phát triển công nghệ mới, công nghệ cao trong lĩnh vực năng lượng nguyên tử.
6. Nghiên cứu, tiếp thu và phát triển khoa học, công nghệ trong việc xây dựng, vận hành cơ sở bức xạ và hạt nhân.
7. Đào tạo tiến sỹ, liên kết đào tạo sau đại học trong lĩnh vực năng lượng nguyên tử; tập huấn, bồi dưỡng chuyên môn nghiệp vụ chuyên ngành năng lượng nguyên tử theo quy định của pháp luật.
8. Thực hiện các dịch vụ khoa học và công nghệ; chuyển giao kết quả nghiên cứu khoa học, công nghệ vào sản xuất; triển khai thực nghiệm, sản xuất thử nghiệm trên cơ sở ứng dụng kết quả nghiên cứu khoa học trong phạm vi chức năng nhiệm vụ được giao theo quy định của pháp luật.
9. Thực hiện việc sản xuất, kinh doanh, xuất nhập khẩu các sản phẩm và công nghệ trong lĩnh vực năng lượng nguyên tử theo quy định của pháp luật.
10. Thực hiện dịch vụ tư vấn về: lập dự án; giám sát, thẩm tra; thẩm định hồ sơ thiết kế, dự toán các chương trình, dự án đầu tư, công trình xây dựng trong lĩnh vực năng lượng nguyên tử theo quy định của pháp luật.
11. Thực hiện các hoạt động hợp tác quốc tế, liên doanh, liên kết với các tổ chức, cá nhân trong nước và nước ngoài về nghiên cứu khoa học, triển khai và ứng dụng công nghệ, đào tạo nguồn nhân lực trong lĩnh vực năng lượng nguyên tử.
12. Triển khai các hoạt động thông tin, tuyên truyền phù hợp với chức năng, nhiệm vụ được giao; xây dựng và vận hành trang thông tin điện tử của Viện; phát hành các ấn phẩm, tài liệu thông tin khoa học công nghệ chuyên ngành năng lượng nguyên tử theo quy định của pháp luật.
13. Tổ chức hoặc phối hợp tổ chức các hội nghị, hội thảo, tọa đàm, triển lãm trong nước và quốc tế trong lĩnh vực năng lượng nguyên tử trong phạm vi chức năng, nhiệm vụ được giao.
14. Quản lý các nhiệm vụ khoa học và công nghệ thuộc phạm vi thẩm quyền của Viện theo quy định của pháp luật.
15. Quản lý và tổ chức triển khai các dự án đầu tư, nâng cao năng lực thuộc phạm vi thẩm quyền của Viện theo quy định của pháp luật. Quản lý việc thiết lập, duy trì, bảo quản, sử dụng, phát triển và ứng dụng hệ thống thông tin, cơ sở dữ liệu và vận hành các hệ tính toán hiệu năng cao.
16. Quản lý về tổ chức, công chức, viên chức và người lao động; tài sản, tài chính, cơ sở vật chất; hồ sơ, tài liệu của Viện theo phân cấp của Bộ và quy định của pháp luật.
17. Thực hiện các nhiệm vụ khác được Bộ trưởng giao.

## Lịch sử phát triển
- 1962, Chính phủ Việt Nam Cộng hòa thành lập Viện Nguyên tử Đà Lạt với cơ sở đầu tiên do kiến trúc sư Ngô Viết Thụ thiết kế.
- Lò phản ứng nguyên tử TRIGA MARK – II công suất 250 kW do Hoa Kỳ viện trợ năm 1962-1963
- Cuối năm 1975, Việt Nam (sau khi thống nhất) mới chính thức có  Viện Năng lượng nguyên tử và cùng năm đó vào tiếp nhận lò phản ứng hạt nhân Đà Lạt [2].
- 26 tháng 4 năm 1976, Viện Nghiên cứu hạt nhân Đà Lạt trực thuộc Ủy ban Khoa học và Kỹ thuật Nhà nước (nay là Bộ Khoa học và Công nghệ)[3]
- 23 tháng 2 năm 1979, Viện Nghiên cứu hạt nhân trực thuộc Thủ tướng Chính phủ.[3][4]
- 20 tháng 3 năm 1984, khôi phục và mở rộng lò phản ứng nghiên cứu hạt nhân Đà Lạt[3]
- 11 tháng 6 năm 1984, đổi tên thành Viện Năng lượng nguyên tử Quốc gia.[5]
- 21 tháng 1 năm 1991, thành lập Viện Công nghệ xạ hiếm và Viện Khoa học và Kỹ thuật hạt nhân trực thuộc Viện Năng lượng nguyên tử Quốc gia
- 22 tháng 7 năm 1991, đưa thiết bị chiếu xạ RPP-150 với nguồn Co 60 hoạt độ ban đầu 110 kCi tại Trung tâm Chiếu xạ Hà Nội vào hoạt động
- 13 tháng 9 năm 1993, Viện Năng lượng nguyên tử Việt Nam trực thuộc Bộ Khoa học, Công nghệ và Môi trường[3]
- 26 tháng 2 năm 1999, khánh thành Trung tâm Chiếu xạ thành phố Hồ Chí Minh và đưa thiết bị chiếu xạ SVST-Co 60/B với nguồn Co 60 hoạt độ ban đầu 400 kCi vào hoạt động
- 14 tháng 2 năm 2000, thành lập Trung tâm Nghiên cứu và Triển khai Công nghệ bức xạ trực thuộc Viện Năng lượng nguyên tử Việt Nam
- 22 tháng 3 năm 2002, thành lập Công ty Ứng dụng và Phát triển Công nghệ trực thuộc Viện Năng lượng Nguyên tử Việt Nam.
- 17 tháng 4 năm 2007, thành lập Trung tâm Ứng dụng Kỹ thuật Hạt nhân trong công nghiệp.
- 26 tháng 8 năm 2008, thành lập Trung tâm Đánh giá không phá hủy
- 08 tháng 12 năm 2010, thành lập Trung tâm Đào tạo hạt nhân

## Tổ chức bộ máy

### Các đơn vị chức năng
- Văn phòng:

1. Xây dựng và trình Viện trưởng ban hành và tổ chức thực hiện các quy chế, quy định liên quan đến chức năng, nhiệm vụ của Văn phòng.
2. Giúp Viện trưởng quản lý công tác tổ chức, cán bộ và quy hoạch đào tạo, bồi dưỡng cán bộ công chức, viên chức của Viện.
3. Quản lý và thực hiện công tác văn thư, lưu trữ của Viện.
4. Giúp Viện trưởng quản lý công tác xây dựng cơ bản, sửa chữa lớn, xây dựng nhỏ trong toàn  Viện.
5. Quản lý đất đai, nhà cửa của Viện Năng lượng nguyên tử Việt Nam.
6. Làm đầu mối giúp Viện trưởng thực hiện chức năng và nhiệm vụ về công tác pháp chế của Viện.
7. Giúp Viện trưởng thực hiện công tác thanh tra nội bộ, giải quyết các khiếu nại, tố cáo.
8. Quản lý kinh phí hoạt động của đơn vị tài chính cấp III Văn phòng Viện, thực hiện các chế độ tài chính, chính sách xã hội đối với cán bộ viên chức của khối cơ quan chức năng của Viện.
9. Giúp Viện trưởng quản lý, tổ chức thực hiện và theo dõi kiểm tra công tác khen thưởng, kỷ luật, công tác tự vệ, phòng chống bão lụt, phòng cháy, chữa cháy, an toàn lao động của Viện.
10. Tổ chức và thực hiện công tác bảo vệ sức khoẻ cho cán bộ, công chức của khối cơ quan Viện.
11. Thực hiện nhiệm vụ quản trị, lễ tân và bảo vệ phục vụ cho hoạt động của Khối cơ quan chức năng của Viện

- Ban Kế hoạch và Quản lý khoa học:

1. Nghiên cứu xây dựng các chương trình, đề tài, dự án, nhiệm vụ khoa học công nghệ, dự án đầu tư tăng cường trang thiết bị để phát triển ngành năng lượng nguyên tử. Xây dựng kế hoạch khoa học và công nghệ, kế hoạch bảo vệ môi trường trung hạn, hàng năm và dự toán thu chi ngân sách nhà nước hàng năm.
2. Quản lý đề tài, dự án, nhiệm vụ khoa học và công nghệ các cấp, nhiệm vụ thường xuyên theo chức năng, các hợp đồng nghiên cứu, dịch vụ khoa học kỹ thuật. Tổ chức tư vấn, thẩm định, đánh giá các nhiệm vụ nghiên cứu khoa học, phát triển, ứng dụng công nghệ và đào tạo của Viện Năng lượng nguyên tử Việt Nam theo phân công.
3. Quản lý chung các hoạt động tài chính, tài sản trong Viện Năng lượng nguyên tử Việt Nam và thực hiện nhiệm vụ của đơn vị dự toán ngân sách nhà nước (cấp II). Tổ chức và quản lý hoạt động tài chính của các đơn vị sự nghiệp có thu trong toàn Viện.
4. Quản lý và phối hợp với các đơn vị triển khai kế hoạch đầu tư tăng cường năng lực nghiên cứu cho các phòng thí nghiệm, đồng thời quản lý tài sản, trang thiết bị và hàng viện trợ từ nước ngoài của Viện Năng lượng nguyên tử Việt Nam.
5. Thực hiện nhiệm vụ thông tin tuyên truyền, thông tin khoa học công nghệ trong lĩnh vực năng lượng nguyên tử. Thực hiện xuất bản các ấn phẩm, bản tin, tài liệu khoa học của Viện Năng lượng nguyên tử Việt Nam.
6. Xây dựng và quản lý thông tin trên các trang thông tin điện tử, thư viện điện tử của Viện Năng lượng nguyên tử Việt Nam.
7. Thống kê và đánh giá các hoạt động khoa học công nghệ trong toàn Viện.
8. Quản lý nhân sự và tài sản của Ban theo các quy định của Nhà nước.
9. Thực hiện các nhiệm vụ khác do Viện trưởng Viện Năng lượng nguyên tử Việt Nam giao.

- Ban Hợp tác quốc tế:

1. Giúp Viện trưởng xây dựng kế hoạch, biện pháp tổ chức và cơ chế quản lý các hoạt động hợp tác quốc tế về năng lượng nguyên tử  của Viện theo phân cấp của Bộ Khoa học và Công nghệ.
2. Tổ chức triển khai kế hoạch hợp tác quốc tế về năng lượng nguyên tử. Hướng dẫn xây dựng, quản lý, thống kê và đánh giá các dự án và các hoạt động hợp tác quốc tế về năng lượng nguyên tử.
3. Tổ chức quản lý công tác an toàn bức xạ và an toàn hạt nhân của Viện. Tổ chức xây dựng kế hoạch, triển khai thực hiện và lập báo cáo hàng năm về công tác quan trắc phóng xạ môi trường của Viện. Quản lý dịch vụ đo liều bức xạ trong toàn Viện và lập báo cáo hàng năm về công tác này. Tổ chức quản lý công tác kiểm chuẩn các thiết bị hạt nhân và thiết bị đo liều bức xạ của Viện, phát triển hạ tầng kỹ thuật phục vụ cho xử lý các sự cố và tai nạn bức xạ và hạt nhân.
4. Phối hợp nghiên cứu để xây dựng cơ chế, chính sách thực hiện các điều ước quốc tế về hạt nhân.
5. Giúp Viện trưởng phối hợp quản lý các đoàn vào, đoàn ra, các hội nghị, hội thảo, lớp tập huấn quốc tế do các cơ quan Việt Nam đăng cai tổ chức trong khuôn khổ các hoạt động hợp tác quốc tế do Viện quản lý.

### Các đơn vị nghiên cứu, triển khai
- Viện Khoa học và Kỹ thuật hạt nhân: Institute for Nuclear Science and Technique (INST)

1. Nghiên cứu ứng dụng kỹ thuật hạt nhân và các kỹ thuật liên quan vào các lĩnh vực kinh tế -xã hội, đời sống.
2. Nghiên cứu và triển khai các vấn đề liên quan đến phát triển điện hạt nhân.
3. Nghiên cứu và triển khai về an toàn bức xạ, an toàn hạt nhân.
4. Thực hiện quan trắc phóng xạ môi trường trong mạng lưới quốc gia, kiểm chuẩn các thiết bị bức xạ và thiết bị đo liều bức xạ theo phân cấp của cơ quan quản lý nhà nước có thẩm quyền.
5. Hỗ trợ kỹ thuật cho cơ quan quản lý nhà nước về năng lượng nguyên tử, kiểm soát an toàn bức xạ và hạt nhân.
6. Nghiên cứu cơ bản về vật lý hạt nhân, vật lý năng lượng cao và các lĩnh vực liên quan.
7. Thực hiện dịch vụ kỹ thuật, tư vấn kỹ thuật, chuyển giao công nghệ hạt nhân và công nghệ liên quan cho các ngành kinh tế, xã hội.
8. Tham gia đào tạo và hợp tác liên kết đào tạo sau đại học và các loại hình đào tạo khác về chuyên ngành khoa học và công nghệ hạt nhân và các lĩnh vực liên quan theo qui định của pháp luật.
9. Thực hiện hợp tác liên doanh, liên kết với các cơ quan trong và ngoài nước về các lĩnh vực có liên quan đến chức năng nhiệm vụ của Viện theo qui định của pháp luật.
10. Xây dựng tiềm lực về cơ sở vật chất kỹ thuật và đào tạo nhân lực cho sự phát triển của Viện và Ngành.
11. Quản lý tổ chức, nhân sự của Viện theo các quy định hiện hành của Nhà nước.

- Viện Nghiên cứu hạt nhân: Nuclear Research Institute (NRI)

1. Quản lý, vận hành an toàn và khai thác có hiệu quả Lò phản ứng hạt nhân Đà Lạt.
2. Tiến hành các hoạt động nghiên cứu khoa học, phát triển ứng dụng kỹ thuật hạt nhân và năng lượng nguyên tử  vào các lĩnh vực khác nhau của nền kinh tế quốc dân.
3. Xây dựng tiềm lực về cơ sở vật chất kỹ thuật và đào tạo nhân lực cho sự phát triển của Viện và Ngành.
4. Đảm bảo an toàn trong các hoạt động của Viện. Hỗ trợ kỹ cho hoạt động quản lý nhà nước về an toàn bức xạ, an toàn hạt nhân. Nghiên cứu phát triển kỹ thuật xử lý chất thải phóng xạ và ứng phó khẩn cấp trong xử lý sự cố bức xạ và hạt nhân. Thực hiện quan trắc phóng xạ môi trường trong mạng lưới quốc gia, kiểm chuẩn các thiết bị bức xạ và thiết bị đo liều bức xạ theo phân cấp của cơ quan quản lý nhà nước có thẩm
5. Thực hiện việc chuyển giao công nghệ và dịch vụ kỹ thuật trong lĩnh vực năng lượng nguyên tử và các lĩnh vực có liên quan theo qui định của pháp luật.
6. Thực hiện hợp tác liên doanh, liên kết với các cơ quan trong và ngoài nước về các lĩnh vực có liên quan đến chức năng nhiệm vụ của Viện theo qui định của pháp luật.
7. Quản lý tổ chức, nhân sự của Viện theo các quy định hiện hành của Nhà nước.

- Viện Công nghệ xạ hiếm: Institute for Technology of Radioactive and Rare Elements (ITRRE) tại 48 Láng Hạ, quận Đống Đa, Hà Nội

1. Nghiên cứu, triển khai công nghệ nhiên liệu hạt nhân, vật liệu hạt nhân và vật liệu tiên tiến khác.
2. Nghiên cứu, triển khai và sản xuất thử các sản phẩm từ quặng phóng xạ, quặng các kim loại quý, hiếm và các kim loại khác.
3. Tham gia thực hiện nhiệm vụ nghiên cứu triển khai công nghệ xử lý và công nghệ quản lý chất thải phóng xạ.
4. Nghiên cứu, đánh giá môi trường và triển khai công nghệ xử lý môi trường bị ô nhiễm do các chất phóng xạ và các quá trình hoá học gây ra.
5. Nghiên cứu, thiết kế, chế tạo và lắp đặt các thiết bị công nghệ hoá học để xử lý các loại khoáng sản và ô nhiễm môi trường.
6. Nghiên cứu xây dựng các quy trình phân tích phục vụ điều tra đánh giá tài nguyên và kiểm tra chất lượng sản phẩm.
7. Thực hiện việc tư vấn, chuyển giao công nghệ và dịch vụ kỹ thuật theo qui định của pháp luật.
8. Thực hiện hợp tác liên doanh, liên kết với các cơ quan trong và ngoài nước về các lĩnh vực có liên quan đến chức năng nhiệm vụ của Viện theo qui định của pháp luật.
9. Xây dựng tiềm lực và đào tạo nhân lực cho Viện và ngành.
10. Quản lý tổ chức, nhân lực của Viện theo các quy định hiện hành của Nhà nước.

- Trung tâm Ứng dụng Kỹ thuật Hạt nhân trong Công nghiệp

1. Nghiên cứu khoa học và triển khai ứng dụng công nghệ, kỹ thuật hạt nhân và các công nghệ liên quan phục vụ sản xuất và đời sống.
2. Quản lý và sử dụng các thiết bị do Nhà nước giao cho quản lý để nghiên cứu khoa học công nghệ, triển khai ứng dụng phục vụ sản xuất và đời sống.
3. Tổ chức sản xuất kinh doanh trong lĩnh vực ứng dụng kỹ thuật hạt nhân và các kỹ thuật liên quan. Xuất, nhập khẩu vật tư, hóa chất, thiết bị hạt nhân và đồng vị phóng xạ phục vụ nghiên cứu khoa học và triển khai kỹ thuật. Chuyển giao công nghệ giữa các Phòng thí nghiệm và Cơ sở sản xuất.
4. Hỗ trợ các hoạt động nghiên cứu triển khai của Viện NLNTVN và các Viện.

- Trung tâm Hạt nhân thành phố Hồ Chí Minh: Centre for Nuclear Techniques in HoChiMinh City (CNT) tại 217 Nguyễn Trãi, quận 1, thành phố Hồ Chí Minh

1. Nghiên cứu khoa học, ứng dụng, chuyển giao công nghệ, triển khai dịch vụ trong lĩnh vực kỹ thuật hạt nhân và các kỹ thuật phi hạt nhân khác có liên quan.
2. Nghiên cứu và triển khai về an toàn bức xạ, về an toàn hạt nhân và môi trường.
3. Tham gia đào tạo, huấn luyện về an toàn bức xạ, về kỹ thuật kiểm tra không phá huỷ và các chuyên môn khác trong lĩnh vực kỹ thuật hạt nhân và năng lượng nguyên tử.
4. Thực hiện hợp tác trong và ngoài nước trong các lĩnh vực có liên quan đến chức năng nhiệm vụ của Trung tâm theo quy định của Viện Năng lượng nguyên tử Việt Nam.

- Trung tâm Nghiên cứu và Triển khai công nghệ bức xạ: Research and Development Center for Radiation Technology (VINAGAMMA) tại Truông tre, phường Linh Xuân, quận Thủ Đức, thành phố Hồ Chí Minh

1. Nghiên cứu khoa học và triển khai ứng dụng công nghệ bức xạ.
2. Thực hiện dịch vụ trong lĩnh vực công nghệ bức xạ phục vụ phát triển kinh tế xã hội.
3. Xây dựng cơ sở vật chất kỹ thuật và tham gia đào tạo cán bộ trong lĩnh vực công nghệ bức xạ.
4. Thực hiện hợp tác liên doanh, liên kết với các cơ quan trong và ngoài nước về các lĩnh vực có liên quan đến chức năng, nhiệm vụ của Trung tâm theo qui định của pháp luật.

- Trung tâm Chiếu xạ Hà Nội

1. Nghiên cứu khoa học và triển khai ứng dụng công nghệ bức xạ (CNBX);
2. Thực hiện các dịch vụ, sản xuất các chế phẩm, vật liệu có ứng dụng CNBX phục vụ phát triển kinh tế xã hội;
3. Thiết kế, chế tạo và tư vấn đầu tư máy chiếu xạ; Xuất khẩu, nhập khẩu trực tiếp công nghệ, thiết bị trong lĩnh vực CNBX;
4. Xây dựng cơ sở vật chất kỹ thuật và tham gia đào tạo cán bộ trong lĩnh vực CNBX;
5. Thực hiện hợp tác liên doanh, liên kết với các cá nhân, cơ quan trong và ngoài nước về nghiên cứu, đào tạo, sản xuất trong các lĩnh vực liên quan tới CNBX.

- Viện Ứng dụng Bức xạ Đà Nẵng
- Trung tâm Đào tạo hạt nhân

1. Giúp Viện NLNTVN quản lý và điều phối các hoạt động đào tạo tiến sĩ theo các chuyên ngành do Bộ Giáo dục và Đào tạo cho phép, phối hợp với các trường đại học đào tạo thạc sĩ ngành khoa học và công nghệ hạt nhân, phối hợp với các trường đại học tổ chức các lớp kỹ sư, cử nhân tài năng chuẩn bị nguồn cán bộ R&D về điện hạt nhân, công nghệ hạt nhân.
2. Tổ chức và thực hiện các khoá đào tạo bổ sung, đào tạo lại cho các cử nhân, kỹ sư các ngành để phục vụ cho chương trình phát triển điện hạt nhân, cấp chứng chỉ nhân viên bức xạ các chuyên ngành, chứng chỉ hoạt động dịch vụ ứng dụng năng lượng nguyên tử theo quy định của Luật Năng lượng nguyên tử.
3. Tổ chức các khoá đào tạo về an toàn bức xạ, an toàn hạt nhân và một số chuyên môn khác liên quan cho cán bộ quản lý, hoạt động trong các lĩnh vực liên quan đến năng lượng nguyên tử ở các địa phương và các ngành kinh tế- xã hội trong cả nước.
4. Tổ chức và thực hiện các khoá đào tạo cho cán bộ khoa học công nghệ, kỹ thuật viên có sử dụng kỹ thuật hạt nhân, thiết bị hạt nhân trong các cơ sở y học hạt nhân và xạ trị; trong lĩnh vực môi trường, sinh học hạt nhân và các ngành công nghiệp.
5. Tổ chức các khóa huấn luyện ngắn hạn cơ bản, các lớp chuyên đề nâng cao trình độ cho cán bộ trong Viện, tổ chức các hoạt động liên doanh, liên kết đào tạo.
6. Tham gia hoạt động chuẩn bị nhân lực đầu vào cho các hoạt động đào tạo ở nước ngoài, kiểm tra ngoại ngữ, chuyên môn và tiến hành đào tạo bổ túc chuyên môn cho cán bộ chuẩn bị được cử đi đào tạo ở ngoài nước.
7. Hợp tác với Cơ quan năng lượng nguyên tử Quốc tế (IAEA), Tổ chức hợp tác vùng Châu Á – Thái Bình Dương (RCA), Diễn đàn Hợp tác hạt nhân Châu Á (FNCA) và các đối tác nước ngoài khác xây dựng hệ thống các chương trình đào tạo cho từng chức danh chuyên gia ngành NLNT Việt Nam, tổ chức biên soạn hoặc biên dịch các giáo trình liên quan đến chương trình đã được quy định, thiết lập các quan hệ quốc tế trong đào tạo nhân lực hạt nhân và phối hợp tổ chức các hoạt động đào tạo ngoài nước về khoa học và công nghệ hạt nhân, công nghệ điện hạt nhân.
8. Thực hiện các hoạt động hợp tác quốc tế theo chức năng và nhiệm vụ của Trung tâm.
9. Quản lý tài chính, tài sản, cán bộ của Trung tâm theo quy định của pháp luật và phân cấp quản lý của Viện NLNTVN.
10. Thực hiện các nhiệm vụ do Viện trưởng Viện NLNTVN giao.

- Trung tâm đánh giá không phá hủy

1. Nghiên cứu khoa học và ứng dụng công nghệ trong lĩnh vực kiểm tra, đánh giá không phá hủy và các công nghệ khác có liên quan phục vụ sản xuất, đời sống phù hợp với mục tiêu của Chiến lược ứng dụng năng lượng nguyên tử vì mục đích hòa bình.
2. Nghiên cứu và triển khai công nghệ, sản xuất và dịch vụ kỹ thuật trong lĩnh vực kiểm tra, đánh giá không phá hủy và các ngành có liên quan phục vụ phát triển kinh tế – xã hội.
3. Tổ chức đào tạo và phát triển nguồn nhân lực cho công tác kiểm tra, đánh giá không phá hủy nhằm đảm bảo chất lượng công trình, đặc biệt là các công trình trọng điểm Quốc gia và các công trình xây dựng nhà máy điện hạt nhân.
4. Hỗ trợ kỹ thuật, kiểm định, hiệu chuẩn thiết bị, phục vụ cơ quan quản lý nhà nước về lĩnh vực kiểm tra, đánh giá không phá hủy, an toàn bức xạ, hạt nhân trong việc đánh giá chất lượng công trình, cấu kiện và thiết bị cho các cơ sở bức xạ, lò phản ứng nghiên cứu và các nhà máy điện hạt nhân.
5. Thực hiện chức năng hợp tác quốc tế và hợp tác vùng trong lĩnh vực NDE.
6. Tổ chức sản xuất, kinh doanh, thực hiện các dịch vụ thuộc lĩnh vực kiểm tra, đánh giá không phá hủy, và lĩnh vực khác có liên quan; xuất khẩu, nhập khẩu vật tư, hóa chất, thiết bị NDT và đồng vị phóng xạ phục vụ nghiên cứu khoa học và triển khai kỹ thuật; chuyển giao công nghệ trong lĩnh vực NDE.

## Đào tạo sau đại học
Các chuyên ngành đào tạo tiến sĩ gồm:
- Vật lý toán và vật lý lý thuyết (MS:62 44 01 01)
- Vật lý nguyên tử và hạt nhân (MS:62 44 05 01)
- Hoá vô cơ (MS:62 44 25 01)
- Hoá phân tích (MS:62 44 29 01)
- Hoá phóng xạ (MS:62 44 33 01)

## Định hướng phát triển
- Chương trình quốc gia phát triển điện hạt nhân với nhà máy điện nguyên tử tại huyện Ninh Phước, tỉnh Ninh Thuận: Nhà máy điện hạt nhân này sẽ được đưa vào vận hành năm 2017 - 2020 gồm 2 tổ máy công suất mỗi tổ 1000 MW, tiến tới tương lai 2000 đến 4000 MW, tương đương với sản lượng điện từ 14 đến 28 tỷ KWh
- Yêu cầu lực lượng sản xuất đối với nhà máy điện nguyên tử: Theo hướng dẫn của Cơ quan Năng lượng nguyên tử quốc tế (IAEA), để đưa một nhà máy điện hạt nhân vào hoạt động thì cần khoảng 3.500- 4.500 người, trong đó có khoảng 500-700 người có trình độ đại học và trên đại học, 700-1.000 kỹ thuật viên và 2.200-3.000 công nhân lành nghề các loại
  - Đến đầu năm 2006, Viện NLNTVN có 681 cán bộ với tuổi trung bình là 42, trong đó đại học 361 người, thạc sĩ 78 người, tiến sĩ và giáo sư, PGS 62 người. Do đó, Viện vẫn tiếp tục tuyển sinh các khoá huấn luyện 9 tháng về năng lượng nguyên tử[8].